# J.P. Jacobsen (historiker)
 Der er flere personer med dette navn, se J.P. Jacobsen.
Jacob Peter Jacobsen (født 13. december 1869 på Salemgård ved Vejle, død 10. september 1918 sammesteds) var en dansk historiker, gift med Lis Jacobsen.
Jacobsen blev student 1889, cand. mag. 1896; det følgende år opnåede han universitetets guldmedalje, og på grundlag af sin betydelige indsigt i fransk sprog og kultur forsvarede han 1903 som doktordisputats Det komiske Dramas Oprindelse og Udvikling i Frankrig før Renaissancen.
Jacobsen, der var en skattet og flittig medarbejder ved værker som Folkenes Historie og Verdenskulturen, samlede sig mere og mere om sin videnskabelige kongstanke, at påvise den hedenske ritus fortsættelse i den kristelige.
Efter en forstudie Heros og Helgen (1913) udkom hans hovedværk Manes. Døden og Menneskelivet i 3 bind (1914—20). Selv opnåede han dog ikke at se dette værk færdigt, der i lige grad udmærker sig ved sin videnskabelige stringens, sit originale syn og sin livlige fremstilling.